# Theodoxus varius
Theodoxus varius is een slakkensoort uit de familie van de Neritidae. De wetenschappelijke naam van de soort is voor het eerst geldig gepubliceerd in 1828 door Menke.